# Leo Bertos
Leonida Christos "Leo" Bertos (Wellington, 20 december 1981) is een Nieuw-Zeelands voetballer die bij voorkeur als middenvelder speelt. Sinds 2014 speelt hij in de Indian Super League voor NorthEast United FC, dat hem drie maanden huurt van East Bengal FC. Als speler van Nieuw-Zeeland nam hij onder andere deel aan het wereldkampioenschap van 2010

## Jeugd
Bertos heeft een Nieuw-Zeelandse moeder en een Griekse vader. Van 1995 tot en met 1999 ging hij naar het Wellington College, waar hij deel uitmaakte van het voetbalelftal.
Tussen 1997 en 2000 speelde hij in Nieuw-Zeeland voor Wellington Olympic.

## Clubcarrière

### Barnsley
Bertos startte zijn carrière in Engeland, in de jeugdacademie van Barnsley FC. Hij maakte zijn debuut voor het reserveteam van Barnsley tegen Rotherham United in oktober 2000 en zijn debuut voor het eerste team in de verloren wedstrijd tegen Preston North End op 16 april 2001. Een dag later tekende Bertos zijn eerste profcontract. Hij maakte één doelpunt voor Barnsley; in de met 4–1 verloren wedstrijd tegen Bristol City.

### Rochdale
Tijdens een redelijk succesvolle periode bij Rochdale AFC zorgde Bertos met zijn doelpunt tegen Kidderminster voor lijfsbehoud in de League Two in het seizoen 2003/04. Het jaar daarop kwam hij echter niet voor in de plannen van de manager en mocht vertrekken.

### Chester City en non-league voetbal
Nadat hij er in korte tijd niet in was geslaagd een goede indruk achter te laten bij Chester City FC speelde hij non-league voetbal bij achtereenvolgens Barrow, York City, Scarborough en Worksop Town.

### Perth Glory
Bertos tekende een tweejarig contract in de A-League bij Perth Glory aan het begin van het seizoen 2006/07. Het aantrekken van Bertos was een poging om diepte toe te voegen aan het middenveld van Perth dat tekortschoot in consistentie en sterkte in het seizoen 2005/06. Bertos verving sterspeler Nick Ward en mocht starten in alle 21 wedstrijden in het reguliere seizoen. In zijn eerste seizoen bij Perth gaf hij negen assists, daarmee voerde hij de ranglijst in de A-League aan. Fans verweten hem dat hij het net niet wist te vinden, ondanks een aantal opgelegde scoringskansen.
Na zijn eerste seizoen bekeek Bertos verschillende mogelijkheden. Perth Glory-trainer Ron Smith stond toe dat Bertos stage zou lopen bij het Griekse Skoda Xanthi, desondanks tekende hij geen contract in Griekenland en keerde aan het begin van het seizoen 2007/08 terug naar Australië.
In zijn laatste seizoen bij Perth Glory speelde hij veertien wedstrijden in de A-League, waarin hij één doelpunt maakte en twee assists gaf.

### Wellington Phoenix

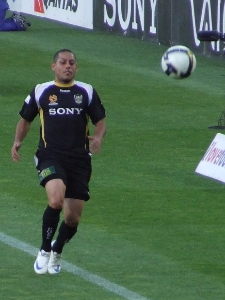
Bertos spelend voor Wellington Phoenix in 2009

Op 24 januari 2008 werd Bertos transfervrij aangetrokken door Wellington Phoenix FC. Bij de club uit zijn geboortestad tekende hij een contract voor twee jaar. Hij maakte zijn debuut voor de club in het seizoen 2008/09 in de openingswedstrijd tegen Queensland Roar. Hij maakte zijn eerste doelpunt op 7 november 2008 in de wedstrijd tegen Sydney FC. Hij speelde zestien van de twintig reguliere competitiewedstrijden, waarvan hij veertien keer in het basiselftal stond. In die wedstrijden scoorde hij tweemaal en gaf vier assists. Aan het eind van het seizoen werd hij door Wellington Phoenix verkozen tot Speler van het Jaar.
Het seizoen 2009/10 was succesvol voor Bertos en Wellington Phoenix. Bertos speelde een belangrijke rol in het reguliere seizoen dat Wellington als nummer vier af zou afsluiten. Dit zorgde ervoor dat Wellington Phoenix voor het eerst in de historie van de club deel mocht nemen aan de A-League-finals. Bertos speelde in alle 28 wedstrijd van het seizoen en speelde 23 wedstrijden vanaf de aftrap. Hij maakte twee doelpunten en gaf acht assists. Op 1 oktober 2009 verlengde hij zijn contract met drie jaar.
Op 23 april 2014 maakte Wellington Phoenix bekend dat Bertos de club zou verlaten.

### East Bengal
Op 19 juli 2014 tekende hij voor de Indiase club East Bengal FC. Als gevolg van het spelen op het WK 2010 is Bertos de marqueespeler van het team. Hij kreeg het rugnummer 11 toegewezen. Hij maakte zijn officieuze debuut in de CFL op 23 augustus tegen Techno Aryan FC, toen hij mocht invallen voor Mehtab Hossain.

### NorthEast United
Op 6 oktober 2014 werd bekend dat Bertos drie maanden zou worden verhuurd aan NorthEast United FC om te spelen in de nieuw opgerichte Indian Super League. Op 16 oktober maakte hij zijn debuut door in de verloren wedstrijd tegen Atlético de Kolkata zeventien minuten voor tijd in te vallen voor James Keene.

## Interlandcarrière
Bertos maakte zijn internationale debuut op 13 oktober 2003 tegen Iran.
Met Nieuw-Zeeland nam hij deel aan de Confederations Cup 2009 in Zuid-Afrika. In een vriendschappelijke wedstrijd in Pretoria tegen Italië voorafgaand aan de Confederations Cup gaf Bertos assists op de eerste twee Nieuw-Zeelandse doelpunten. Desondanks ging de wedstrijd met 3–4 verloren.

### WK 2010
In Wellington, op 14 november 2009, nam Bertos de hoekschop waaruit Rory Fallon raak kon koppen in de play-offwedstrijd tegen Bahrein waardoor Nieuw-Zeeland voor de tweede keer in de historie deel mocht nemen aan een wereldkampioenschap voetbal.
Op 10 mei 2010 werd Bertos benoemd als een van de middenvelders in de 23-koppige selectie van Nieuw-Zeeland voor het wereldkampioenschap. Het team speelde oefenwedstrijden tegen Australië, Servië, Slovenië en Chili voorafgaand aan het wereldkampioenschap.
Bertos speelde in alle drie de wedstrijden op het WK. Hij behaalde met Nieuw-Zeeland een 1–1 gelijkspel tegen Slowakije, een 1–1 gelijkspel tegen uittredend wereldkampioen Italië, en eindigde met een 0–0 tegen Paraguay. Nieuw-Zeeland eindigde als derde in Groep F en was zodoende uitgeschakeld.

## Zaalvoetbal
Bertos werd uitgenodigd voor het Nieuw-Zeelands zaalvoetbalteam voor een drieluik met Australië in juli 2014. Bij zijn debuut maakte hij één doelpunt.

## Erelijst

### Persoonlijk
- Wellington Phoenix Speler van het Jaar: 2008/09